# 明報
明報（めいほう、粤拼: ming4pou3、Ming Pao、Ming Pao Daily News）は、香港で発行される繁体字中国語の日刊新聞。
1959年5月20日、査良鏞（武俠小説家・金庸としても知られる）と沈宝新が創刊した。発行は同時に設立した「明報企業」が行い、2008年以降は、明報企業の後身で香港証券取引所に上場する世界華文媒体の傘下にある。カナダのバンクーバー、トロントでも現地版を発行するほか、香港・台湾・北米・マレーシア・インドネシアに系列紙・誌があり、世界の中国語コミュニティに影響力がある。

## 略史
金庸は、武俠小説を連載すると同時に社説も執筆し、中国大陸における文化大革命の時期は、中国共産党に反対する態度を明らかにし、左派論客や中国系左派紙と紙上で激しい論戦を繰り広げた。
金庸の社長引退により、1991年于品海がルパート・マードックに競り勝って買収した。1993年には『明報』記者・席揚が中国の国家機密を漏洩したとして逮捕され、3年以上にわたって収監された。この席揚事件をきっかけに、香港メディアの中国報道の自主規制が進んだ。1995年、マレーシア華人・張暁卿が経営権を取得した。「明報企業」が、張の所有するマレーシアの『星洲日報』・『南洋商報』2紙の経営母体2社を2007年に買収、翌年3社を統合し世界華文媒体が発足、世界有数の中国語メディア企業となった。

## スタンス
『明報』の論調は、中立的であると評され、『大公報』や『文匯報』など中国政府・共産党に近い左派紙に比べてリベラルであり、『蘋果日報』などと比べるとやや保守的とされる。1990年代中頃以降、中国に対する批判的な論調はあまり見られなくなったが、2017年12月26日の紙面では六四天安門事件を取り上げるなど一辺倒な姿勢ではない。
センセーショナルな大見出しを打つことは少なく、レイアウト・色彩といったデザイン面はおとなしい。アダルト記事はなく、中立的な用語を使う傾向が強い。香港の小中学校で購読されることが多い。最近は、市場競争の影響で大衆紙に近づいているという指摘もあるものの、今も厳格なイメージがある。香港市民からの信頼は比較的厚く、2010年の香港中文大学の調査によると、地元の中国語新聞としては信頼性の評価が最も高い（地元新聞全体のトップは英文のサウスチャイナ・モーニング・ポスト）。読者には知識層が多いとされる。